# Easy Serving Espresso
Pour les articles homonymes, voir ESE.

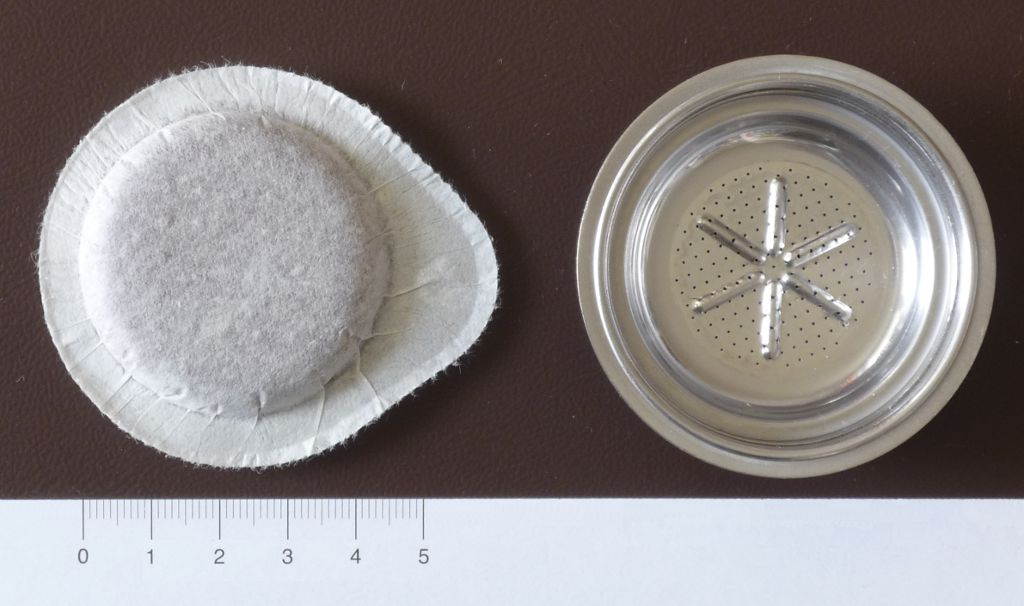
Dosette E.S.E. avec un réceptacle standard des perco ou un adaptateur approprié.

Easy Serving Espresso (littéralement Espresso facile à servir), usuellement abrégé E.S.E., est un standard de dosette café fonctionnant avec des machines dédiées mais aussi à un grand nombre de machines espresso (percolateurs) qui acceptent le café moulu.
Très utilisé dans son pays natal, l'Italie, c'est un standard « ouvert » à la concurrence, contrairement à toutes les capsules (123spresso, …) qui sont des systèmes « fermés ».
Bien que d'apparence semblables aux dosettes souples du système Senseo, elles diffèrent de par leur taille mais surtout parce que le café moulu y est tassé. Elles peuvent ainsi être désignées par le terme de dosette « dure », par opposition aux dosettes « souples » de Senseo™.

## Spécifications
Une dosette E.S.E. contient 7 g de café torréfié, moulu et compacté entre deux feuilles de papier 100 % d'origine végétale. Le diamètre de la pastille de café est de 44 mm (les dosettes souples Senseo font 63 mm de diamètre).
Elle est emballée dans un sachet individuel hermétique et protégée sous atmosphère modifiée, permettant une conservation d'environ 2 ans.
Le café y est tassé, la dosette est compacte et elle peut remplacer sans manipulation supplémentaire une dose de café moulu dans le porte filtre. Extrait sous pression avec un percolateur, le café peut ainsi produire la mousse caractéristique de l'espresso alors qu'une dosette souple produit un café s'apparentant plus un café "filtre".

## Un système devenu standard ouvert
Le système E.S.E., inventé et breveté par Illycaffè en 1972, a fait école dans le monde entier, à tel point qu’il est devenu un standard. Son usage est ouvert à toutes les marques, mais chaque nouveau produit nécessite néanmoins une certification visant à vérifier le respect du cahier des charges de la norme.

### Le Consortium E.S.E.
En 1998, Briel, Euromatik, Girmi, illycaffè, Little Italy, SGL et Unic s'associent pour créer le Consortium E.S.E., groupement à but non lucratif qui a établi le système E.S.E. comme un standard et contribue à son adoption dans l'industrie et à son positionnement sur le marché. En ayant déposé la marque E.S.E., le groupement entend également éviter l'usage du sigle E.S.E. sur des produits non conformes.
La spécification E.S.E. est ouverte afin d'encourager une large adoption. En effet, beaucoup de machines acceptent à la fois le café en poudre et les dosettes, et de nombreux distributeurs et torréfacteurs autres que Illy proposent du café en dosettes E.S.E.
Selon le Consortium E.S.E, à sa fondation en 1998, il existait 21 produits certifiés ESE, 5 marques de café (pour un catalogue de 9 références de dosettes) et les fabricants de 16 références de machines (10 groupes de café). Aujourd'hui 118 produits sont certifiés (mais le chiffre communiqué ne distingue pas les références de dosettes et de machines).
Leur distribution en grandes et moyennes surfaces est pratiquement inexistant en France alors que l'Italie en dispose  sur tous les modes de distributions au public.

### Les certifications E.S.E.
Le Consortium E.S.E. délivre deux certifications aux cahiers des charges distincts :
- les dosettes sont vérifiées selon des contraintes décrites comme « géométriques, chimiques-physiques, sensorielles, fonctionnelles »[7] ;
- les machines à café doivent respecter des contraintes quant à la température, le volume, la pression de l'eau délivrée, mais aussi à des spécifications sensorielles telles que l'épaisseur de la crème[7].

## Dosette versus café moulu
Les avantages des dosettes sont la simplicité d'emploi et de nettoyage, la stabilité du goût et une limitation des pertes de café moulu.
Parmi les inconvénients, on peut noter un prix plus élevé que le café moulu et une limitation dans le choix des fournisseurs, de même que les déchets supplémentaires que sont le papier et l'emballage individuel en plastique dans lequel sont distribuées les dosettes.
Il y a environ 2 grammes de papier pour 7 grammes de café mais ce papier est totalement biodégradable avec son contenu. Les pochettes d'emballage sont quant à elles en plastique et nécessitent un traitement approprié.